# Robert Bly
Robert Elwood Bly (Condado de Lac qui Parle, 23 de dezembro de 1926 – Minneapolis, 21 de novembro de 2021) foi um poeta, ensaísta e ativista americano. Seu livro mais bem sucedido comercialmente  foi João de Ferro: Um Livro Sobre Homens (1990), o texto-chave do movimento masculinista, que ficou 62 semanas na lista do Best Seller do New York Times. Ele ganhou em 1968 o National Book Award for Poetry para o livro The Light Around the Body.

## Obras
- João de Ferro: Um Livro Sobre Homens (1990)
- A little book on the human shadow (1986)
- The Sibling Society (1996)
- The Light Around the Body (1967)